# Brad William Henke
Pour les articles homonymes, voir Henke.
(en) Statistiques sur pro-football-reference
Brad William Henke, né le 10 avril 1966 à Columbus (Nebraska) et mort le 29 novembre 2022, est un joueur américain de football américain qui s'est reconverti en acteur au milieu des années 1990.

## Biographie
Brad William Henke a été choisi par les Giants de New York comme 105e choix global lors de la Draft NFL de 1989. Il est rapidement coupé et récupéré par les Broncos de Denver pour qui il joue deux matchs lors de la saison 1989 dont le Super Bowl XXIV perdu 55 à 10 contre les 49ers de San Francisco. Des blessures à répétition nécessitant six opérations chirurgicales l'empêchent d'encore évoluer en NFL. Il rejoint les Fort Worth Cavalry en 1994 lesquels évoluent en Arena Football League. Il n'y reste qu'une seule saison et annonce sa retraite en fin de celle-ci.
| Saisons | Équipes                 | Numéro | Poste             |
| ------- | ----------------------- | ------ | ----------------- |
| 1989    | Broncos de Denver       | 68     | Defensive Linemen |
| 1994    | Fort Worth Cavalry (en) | 96     | Defensive Linemen |

Il se reconvertit ensuite dans le cinéma et joue entre autres le rôle de Ted Sanderson dans l'épisode 16 de la saison 18 de New York Police Judiciaire (2008).
Pacific Rim (2013), Suspect (2013) et Fury (2014) sont ses films les plus notables.
Il a joué le rôle du chef des gardiens dans Orange Is the New Black en 2016 pour lequel il gagne le Screen Actors Guild Award de la meilleure distribution pour une série télévisée comique en 2016.

## Filmographie

### Cinéma
- 1996 : Mr. Wrong de Nick Castle : Bob
- 1996 : Le Fan (The Fan) de Tony Scott : Tjader
- 1996 : Space Jam de Joe Pytka : Stars Catcher
- 1999 : Passé virtuel de Josef Rusnak : Un policier
- 2004 : The Assassination of Richard Nixon de Niels Mueller : Martin Jones
- 2005 : Moi, toi et tous les autres de Miranda July : Andrew
- 2005 : La Main au collier de Gary David Goldberg : Leo
- 2005 : The Zodiac d'Alexander Bulkley : Bill Gregory
- 2005 : L'Affaire Josey Aimes de Niki Caro : Monsieur Lattavansky
- 2006 : Sherrybaby de Laurie Collyer (en) : Bobby Swanson
- 2006 : World Trade Center d'Oliver Stone : Le frère d'Allison
- 2006 : Hollywoodland d'Allen Coulter : Russ Taylor
- 2006 : Altered : Les Survivants d'Eduardo Sánchez : Duke
- 2008 : Choke de Clark Gregg : Denny
- 2011 : The Trouble with Bliss de Michael Knowles : Steven "Jetski" Jouseski
- 2012 : Struck de Brian Dannelly (en) : Principal Gifford
- 2013 : Jobs de Joshua Michael Stern : Paul Terrell (en)
- 2013 : Pacific Rim de Guillermo del Toro : le contremaître
- 2013 : Suspect de Scott Walker : Carl Galenski
- 2014 : Le Pari d'Ivan Reitman : Tony "Bagel" Bagli
- 2014 : Fury de David Ayer : Sergent Davis
- 2016 : Pee-wee's Big Holiday de John Lee : Grizzly Bear Daniels
- 2016 : Split de M. Night Shyamalan : John Cooke
- 2017 : Bright de David Ayer : Dorghu
- 2019 : Wounds de Babak Anvari : Eric
- 2020 : Arkansas de Clark Duke : Tim

### Télévision

#### Séries télévisées
- 1996 : Chicago Hope : La Vie à tout prix : Freddy Lulenski (saison 3, épisode 3)
- 1996 : Les Dessous de Palm Beach : Amos Alexander (saison 6, épisode 6)
- 1996-1997 : Nash Bridges : Tommy (saison 1, épisode 5) et P.J. Pollard (saison 2, épisode 17)
- 1997 : Arliss : Zack Bowers (saison 2, épisode 1)
- 1997 : Michael Hayes : Billy Desmore (saison 1, épisode 5)
- 1998 : Urgences : John (saison 4, épisode 11)
- 1998 : Le Caméléon : Jimbo (saison 3, épisode 1)
- 1998 : Sports Night : Christian Patrick (saison 1, épisode 5)
- 1998 : Les Frères McGrail : Christopher Dimatto (saison 1, épisode 4)
- 1999 : Pensacola : Wayne (saison 2, épisode 13)
- 1999 : Le Flic de Shanghaï : Buzz Tippitt (saison 1, épisode 15)
- 2000 : The Michael Richards Show : Tommy (saison 1, épisode 4)
- 2000-2001 : Nikki : Thor (saison 1 : 16 épisodes sur 21)
- 2002 : Preuve à l'appui : Andy Lebowski (saison 1, épisode 23)
- 2002 : Providence : Luke English (saison 5, épisode 3)
- 2002 : Amy : Détective Chris Cross (saison 4, épisodes 7 et 8)
- 2003 : Les Experts : George Bartell (saison 4, épisode 5)
- 2006 : Dexter : Tony Tucci (saison 1, épisodes 3, 4, 5 et 7)
- 2007 : Cold Case : Affaires classées : (saison 4, épisode 22)
- 2007-2008 : October Road : Owen Rowan (saisons 1 et 2 : 19 épisodes sur 19)
- 2008 : New York, police judiciaire : Ted Sanderson (saison 18, épisode 16)
- 2008 : Life on Mars : Michael H., le preneur d'otage (saison 1, épisode 6)
- 2009 : Les Experts : Miami : Arnold Hollings (saison 8, épisode 1)
- 2009 - 2010 : Lost : Les Disparus : Bram (saison 5 : épisodes 9, 12, 13, 16 et 17 / saison 6 : épisode 1)
- 2010 : Party Down : Travis (saison 2, épisode 5)
- 2010 : Royal Pains : Roy (saison 2, épisode 10)
- 2011 : Esprits Criminels : Steve (saison 6, épisode 14)
- 2011 : The Chicago Code : Ernie Moosekian (saison 1, épisodes 2,3 et 6)
- 2011 : Shameless : Hal Hollander (saison 1, épisode 11)
- 2011 : Justified : Coover Bennett (saison 2, épisodes 1 à 5 et 8 et 9)
- 2011 : Memphis Beat : Mark Aiden (saison 2, épisode 8)
- 2011 : Grimm : Hap Lasser (saison 1, épisode 6)
- 2012 : Bones: Melvin Carville (saison 8, épisode 7)
- 2013 : The Office : Frank (saison 9, épisode 14)
- 2013 : Castle : Mark Heller (saison 5, épisode 17)
- 2013 : Longmire : Sal Vayas (saison 2, épisode 3)
- 2013-2014 : The Bridge : Jim Dobbs (saison 1 : épisode 6 / saison 2 : épisodes 1, 4 et 5)
- 2014 : Legends : Russell Stillman (saison 1, épisode 1)
- 2015 : Hawaii 5-0 : Richie Malloy (saison 5, épisode 24)
- 2016 : Night Shift : Clayton Timmons (saison 3, épisode 10)
- 2016-2018 : Orange Is the New Black : Desmond "Desi" Piscatella (26 épisodes)
- 2017 : Sneaky Pete : Brendon (saison 1, épisodes 2, 3, 5, 7, 8 et 10)
- 2018 : MacGyver (2016) : Jonah Walsh (saison 2, épisode 23)
- 2020 : Manhunt : Big John (saison 2, épisodes 5 à 10)
- 2020-2021 : Le Fléau (The Stand) : Tom Cullen[5]
- 2022 : New York, unité spéciale : capitaine Don Kubiak (saison 23, épisode 17)